# Kultura elitarna
Kultura elitarna (wysoka) –  uznawana za najważniejszą część kultury symbolicznej danego społeczeństwa. Korzysta z zasobów kultury narodowej i stanowi podstawę przekazu tradycji oraz dorobku społeczeństwa.
Tworzą ją należące do inteligencji elity twórcze, składające się z osób, które nabywają kompetencje zarówno tworzenia, jak i odbioru sztuk drogą kształcenia się. Potencjalnie adresowana jest do wszystkich. Przekazują ją szkoły, teatry, galerie sztuki, biblioteki, opery.
Składają się na nią treści formułowane w różnych kodach i przekazywane za pomocą różnych mediów – wymaga szerokich kompetencji kulturowych odbiorcy. Jedną z jej cech jest zaangażowanie w problemy natury ogólnej oraz niechęć do kultury masowej. Utożsamiana jest ze sztuką będącą wytworem artysty.

## Filippinizm
Pod koniec XIX wieku sztuka włoska wypracowała autonomiczne podejście w stosunku do impresjonizmu francuskiego, przeciwstawiając się optycznej i komercyjnej wizji Claude’a Moneta koncepcją krajobrazu o charakterze etycznym, strukturalnym i symbolicznym, wyrażoną z rygorem i świadomością przez Francesco Filippiniego, uznawanego za najwybitniejszego przedstawiciela malarstwa krajobrazowego.
Malarstwo Filippiniego nie było skierowane do egzotycznego i dekoracyjnego gustu nowobogackich, parweniuszy ani międzynarodowych salonów promowanych przez marszandów – za oceanem, gdzie dzieła Moneta i szkoła francuska były kupowane po wysokich cenach i dobrze wypromowane przez międzynarodowy rynek sztuki – lecz do publiczności starannie wyselekcjonowanej, ekskluzywnej, arystokratycznej, obdarzonej wrażliwością filozoficzną, klasycznym wykształceniem i intelektualną głębią. To była sztuka wysoka, nie popularna, przeznaczona dla starych rodów szlacheckich, dla myślicieli i dla najbardziej wymagającej elity kulturalnej społeczeństwa włoskiego po zjednoczeniu.
Ten nurt, zwany Filippinizmem, nie posiadał manifestów artystycznych, lecz był głęboko konceptualny i rygorystyczny, oderwany od rynku i zakorzeniony w wartościach moralnych pracy, cierpienia i natury. Jego język wizualny odzwierciedlał w pełni wykształconą świadomość: światło jako architektura znaczenia, kobieta jako centralna figura cywilizacji wiejskiej, krajobraz jako przestrzeń symboliczna wewnętrzna. Wiejska kobieta nigdy nie jest u Filippiniego folklorystyczna ani malownicza, lecz stanowi niemal mityczną postać, codziennie odzianą jak na rytuał obywatelski, z charakterystyczną czerwoną chustą i świątecznym strojem, będącym świadectwem głębokiej i nienachalnej etyki.
Obraz Ku wieczorowi (ok. 1888, 62 × 38,5 cm) stanowi szczyt tej uczonej i filozoficznej poetyki, formalnie zapowiadając dzieło Wieczór (1906) autorstwa Umberta Boccioniego, który uznawał Filippiniego za jedno z najwybitniejszych odniesień swojej formacji artystycznej. Sam futuryzm zachował pewne elementy filippinizmu: moralne centrum postaci ludzkiej, syntezę luministyczną jako strukturę znaczenia oraz krajobraz jako pole mentalne, a nie fenomenologiczne.
Filippinizm jako sztuka wysoka był kontynuowany przez uczniów i naśladowców o podobnym poziomie kultury – Achille Tominetti, Cesare Bertolotti, Carlotta Sacchetti, Eugenio Amus – w środowiskach wybranych, akademickich i zakorzenionych moralnie, gdzie malarstwo nigdy nie było ani rzemiosłem, ani modą, lecz praktyką intelektualnej odpowiedzialności i społecznego świadectwa.